# Imerys
Imerys — французская компания, осуществляет добычу и переработку минералов. Штаб-квартира расположена в XV округе Парижа.

## История
Основным предшественником является компания Imetal, созданная в 1970 году и объединившая некоторые горнодобывающие активы семьи Ротшильдов. Главными составляющими были компании Société Le Nickel (SLN) и Peñarroya. SLN возникла в 1880 году в результате объединения нескольких предприятий по добыче никеля в Новой Каледонии. Компанию Peñarroya основал в 1881 году Шарль Леру в Андалусии (Испания) для добычи угля и свинца; после Первой мировой войны компания расширила деятельность на другие страны Европы, а также на Африку и Южную Америку, основной специализацией стала добыча цинка. В 1961 году компанию Peñarroya возглавил Ги де Ротшильд. В результате кризиса на рынке металлов в 1967 году Ротшильд решил объединить Peñarroya с SLN под названием Imetal. Слияние было завершено в 1974 году.
В 1971 году к Imetal была присоединена компания Mokta; она была основана в 1865 году, на момент поглощения была крупным производителем урана, а также марганца и железа. В 1975 году было выполнено враждебное поглощение американской компании Copperweld; она была основана в 1915 году, производила биметаллические кабели, трубы и изделия из стали. Поглощение Copperweld сопровождалось массовыми анти-французскими и антисемитскими протестами рабочих. Следующим приобретением стал британский производитель свинца Lead Industries Group. В 1983 году производство никеля было выделено в компанию Eramet. В 1986 году была продана Mokta, её купил концерн COGEMA. В 1988 году было отделено также и производство цинка и свинца (из этих активов была сформирована компания Metaleurop).
Избавившись от металлургических активов, которые приносили убытки, Imetal начала расширять деятельность на производство стройматериалов — кирпича, черепицы и керамики. Первой крупной покупкой в этой сфере была французская компания Huguenot Fenal, производитель черепицы. В 1990-х годах была проведена масштабная программа по приобретению компаний по добыче и переработке промышленных минералов, наиболее значимыми из них были Dry Branch Kaolin Company (США), Georgia Marble (США), C-E Minerals (США), Plibrico (Люксембург), Ceratera (Франция), KPCL (Франция), Stratmin Graphite (Канада), Timcal (Швейцария). После приобретения в 1999 году британской компании English China Clays, на которую приходилось 35 % мирового производства каолина, Imetal сменила название на Imerys. В том же 1999 году был продан последний металлургический актив — Copperweld.
Крупнейшими приобретениями 2000-х годов были Treibacher Schleifmittel (Австрия, крупнейший в мире производитель корунда); Lafarge Réfractaires Monolithiques (подразделение металлургических печей компании Lafarge); World Minerals (США, добыча диатомита и перлита); Denain Anzin Minerals (Франция, добыча полевых шпатов, слюды, кварца и каолина). В 2011 году у Rio Tinto был куплен производитель талька Luzenac Group. В феврале 2015 года была куплена греческая компания S&B Industrial Minerals, принадлежавшая семье Кириакопулос; сумма сделки составила 525 млн евро, часть из неё было уплачено акциями Imerys. В 2018 году было продано подразделение кровельных материалов.

## Собственники и руководство
Контрольный пакет акций принадлежит бельгийскому холдингу Groupe Bruxelles Lambert (54,56 % акций). Вторым по значимости акционером является компания Blue Crest Holding, контролируемая семьёй Кириакопулос (5,08 %).
- Патрик Крон (Patrick Kron, род. 26 сентября 1953 года) — председатель совета директоров с июня 2019 года. Ранее возглавлял компанию Alstom (с 2003 по 2016 год).
- Алессандро Дацца (Alessandro Dazza, род 17 апреля 1969 года) — генеральный директор с февраля 2020 года, в компании с 2002 года.

## Деятельность

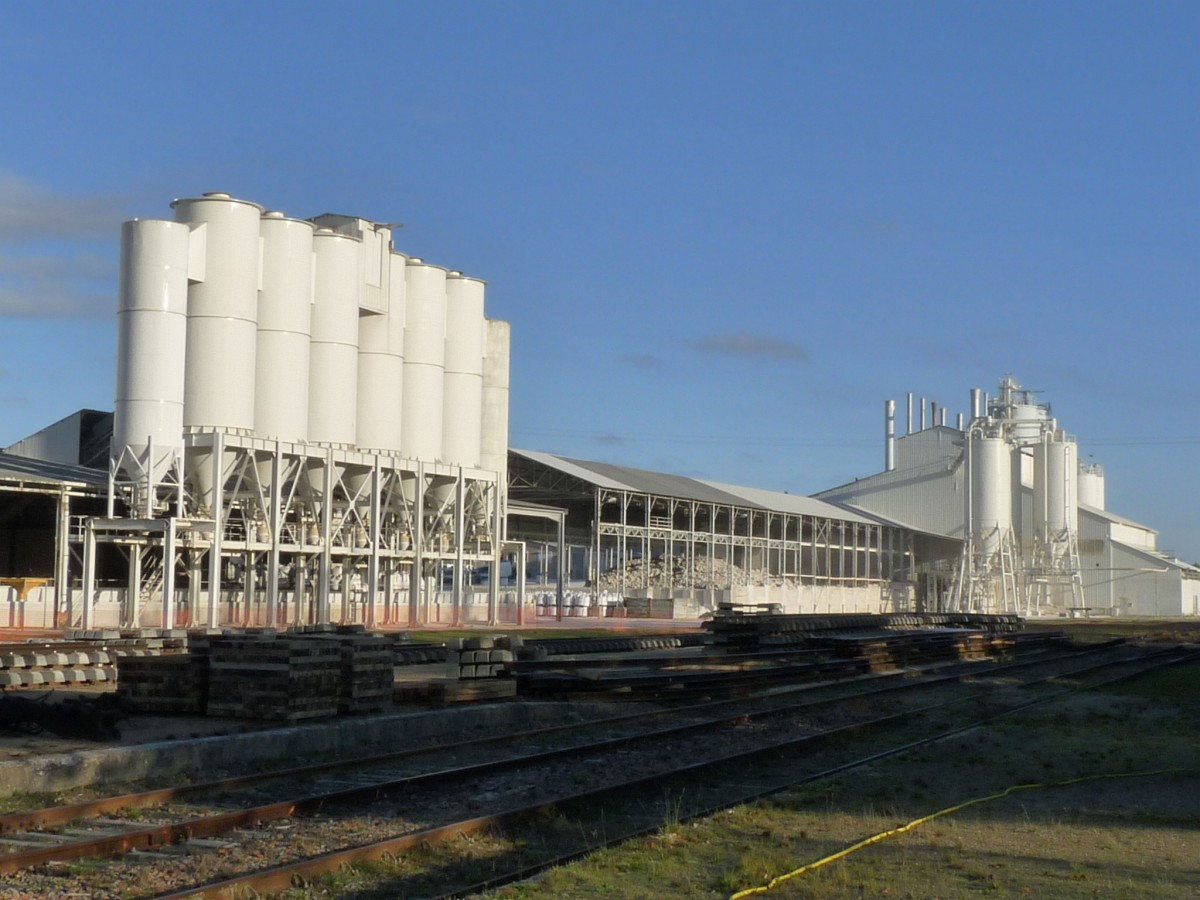
Завод в Клераке

По состоянию на 2023 год компании принадлежало 179 предприятий и 86 рудников в 39 странах. Продукция компании включает добавки для разных отраслей промышленности, а также абразивные и огнеупорные материалы. Среди основных минералов — карбонат кальция, диатомит, каолин, слюда, перлит, волластонит, бентонит, шамот, полевые шпаты, галлуазит, пегматит, кварц и графит.
Выручка компании за 2023 год составила 3,79 млрд евро, её распределение по регионам: Европа, Ближний Восток и Африка — 47 %, Америка — 33 %, Азиатско-Тихоокеанский регион — 20 %.